# Öreg-patak
Az Öreg-patak Mecseknádasdtól nyugatra ered, Baranya vármegyében. A patak forrásától kezdve keleti irányban halad, Hidasig, ahol beletorkollik a Völgységi-patakba.
Az Öreg-patak vízgazdálkodási szempontból az Alsó-Duna jobb part Vízgyűjtő-tervezési alegység működési területéhez tartozik.
A patak mentén mintegy 3700 fő lakik, ebből Óbányán 130 fő él, Mecseknádasdon 1600 fő, Hidason 2060 fő él.

## Part menti települések
- Óbánya
- Mecseknádasd
- Hidas